# Castellnou de Abellanós
Castellnou de Abellanós (oficialmente Castellnou d'Avellanos) es una entidad de población española del municipio de Sarroca de Bellera, perteneciente a la provincia de Lérida, en la comunidad autónoma de Cataluña.

## Toponimia
El nombre del lugar puede encontrarse mencionado con las grafías Castellnou de Abellanos, Castellnou de Abellanós y Castellnou d'Avellanos.

## Historia
A mediados del siglo XIX, el caserío, por entonces perteneciente al término de Abellanos, tenía contabilizadas 8 casas. Aparece descrito en el sexto volumen del Diccionario geográfico-estadístico-histórico de España y sus posesiones de Ultramar de Pascual Madoz de la siguiente manera:

CASTELLNOU DE ABELLANOS: l. que forma ayunt. con Vilancós y Abellanos, en la prov. de Lérida, part. jud. de Tremp, térm. jurisd. de Abellanos (V.): la situacion topográfica de este pueblo está descrita con todas sus circunstancias en el pueblo de su referencia.
(Madoz, 1847, p. 107)

En 2023 la entidad singular de población de Castellnou, que había pasado a formar parte del municipio de Sarroca de Bellera, tenía empadronados 5 habitantes.